# Angelo blu (Neri per Caso)
Angelo blu è il quarto album in studio del gruppo musicale italiano Neri per Caso, pubblicato nel 2000 dalla EMI Music Italy.

## Tracce
1. Dall'alba fino alla notte
2. Che cosa sei
3. Good Morning Happyness
4. L'isola
5. Sarà
6. Eco impercettibile
7. Amar te
8. Se non è amore
9. Un angelo blu
10. Fiori che non sbocciano
11. Come l'aria
12. Here, There and Everywhere
13. Good Morning Happyness (Remix)

## Formazione
- Ciro Caravano - voce, cori
- Gonzalo Caravano - voce, cori
- Diego Caravano - voce, cori
- Mimì Caravano - voce, cori
- Mario Crescenzo - voce, cori
- Massimo de Divitiis - voce, cori